# جامعة تكريت
جامعة تكريت هي جامعة عراقية حكومية ٲسست عام 1987م وهي جامعة حكومية تنتمي إلى اتحاد الجامعات العربية وتقع في محافظة صلاح الدين وتكون في مركز محافظة صلاح الدين تكريت قد تضم ما يقارب 30 جامعة ترأسها جامعة تكريت.

## مجمعات الجامعة
تمتلك جامعة تكريت سبعة مجمعات:
- الأول ـ وهو الأكبر ـ يقع في مدينة القادسية بتكريت، ويضم جميع كليات الجامعة

الثاني كلية التربية للبنات، يقع في داخل مدينة تكريت شارع الزهور   
- الثالث يقع في مركز مدينة تكريت ويضم كلية الطب

الرابع كلية التمريض في مدينة تكريت. 
الخامس كلية التربية في مدينة طوزخرماتو 
السادس كلية التربية الأساسية في الشرقاط 
السابع كلية الهندسة التطبيقية في الشرقاط ايضا

## كليات الجامعة
تضم جامعة تكريت الكليات الاتية:
1. كلية الطب
2. كلية الطب البيطري
3. كلية الهندسة: وتضم أقسام الهندسة المدنية، هندسه البيئة، الهندسة الكيمياوية، الهندسة الميكانيكية، الهندسة الكهربائية
4. كلية طب الأسنان
5. كلية الصيدلة
6. كلية العلوم: وتضم أقسام علوم الحياة، علوم الكيمياء، علوم الفيزياء، علوم الجيولوجيا
7. كلية علوم الرياضيات والحاسبات
8. كلية هندسة النفط والمعادن (حاليا هندسة العمليات النفطية وتضم أقسام تكرير النفط والغاز وسيطرة المنظومات النفطية)
9. كليه التربية: وتضم أقسام الكيمياء، الفيزياء، اللغة العربية، علوم القرآن الكريم، التاريخ، الجغرافيا، اللغة الإنكليزية، علم النفس
10. كلية التربية- بنات
11. كلية الزراعة: وتضم أقسام علوم الأغذية والتقانات الإحيائية، علوم الثروة الحيوانية، المحاصيل الحقلية، وقاية النبات، البستنة وهندسة الحدائق، التربة والمياه، الاقتصاد والإرشاد الزاعي
12. كلية التربية للعلوم صرفة
13. كلية الآداب
14. كلية الإدارة والاقتصاد
15. كلية القانون
16. كلية الشريعة
17. كلية العلوم السياسية.
18. كلية التربية الأساسية/الشرقاط
19. كلية التربية الإنسانية
20. كلية التربية الرياضية

- كلية الطب

http://med.tikrituniversity.edu.iq
أسست كلية طب تكريت في عام 1989 مجاورة مستشفى تكريت العام، وتغيّر لاحقا اسم المستشفى إلى مستشفى تكريت التعليمي.
وتعتمد كلية طب تكريت في منهج دراستها المنهج الحديث المعروف باسم Problem based learning وهذ الميزة تميزها عن جميع كليات الطب في العراق والتي تعتمد على النظام الكلاسيكي في المنهج.
- كلية طب الأسنان
- تأسست في سنة 2005 وتضم نخبة من الأطباء والأساتذة وتهدف لتخريج الأطباء الماهرين وتمنح شهادة بكلوريوس طب طب وجراحة الفم والأسنان BDS .

الموقع الإلكتروني
- كلية الطب البيطري

الموقع الإلكتروني
أسست سنة 2006 وتضم نخبة من الأساتذة والبيطريين وذوي الاختصاص تهدف إلى تخريج أطباء بيطريين بمستوى مهني عالٍ، كما تقدم الكلية الاستشارات الطبية والعلمية والتي تقع ضمن اختصاصاتها.
وتتضمن الكلية عدة فروع منها
1. التشريح والأنسجة
2. الصحة العامة وإدارة الحيوان والدواجن
3. الطب الباطني والطب الوقائي والتشخيصات المرضية
4. الأمراض وأمراض الدواجن والطب العدلي والأسماك
5. الفسلجة والكيمياء والأدوية
6. الأحياء المجهرية
7. الجراحة والتوليد

كما تحتوي الكلية على أجهزه علمية متطورة ومختبرات وغرف عمليات جراحية بيطرية ولا تزال الكلية قيد التطوير جرى تخريج أول دفعة بتوفيق الله في سنة 2010-2011
- كلية الآداب

الموقع الإلكتروني
أسست الكلية عام 2006 ـ2007 عميدها الدكتور خالد عبد حربي وتتالف من الأقسام التالية:
1. قسم علم الأجتماع
2. قسم الجغرافية و نظم المعلومات التطبيقية
3. قسم الإعلام
4. قسم اللغة العربية
5. قسم الترجمة
6. قسم التاريخ

تمنح الكلية شهادة البكلوريوس.
أقامت الكلية رغم حداثتها مؤتمرين علميين وباشتراك العديد من جامعات العراق بالإضافة إلى إقامة المعارض الأدبية والندوات الشعرية
في الكلية المذكورة عدة مختبرات حديثة:
- مختبر الترجمة
- مختبرين في قسم الإعلام للصحافة والصحافة الإذاعية والتلفزيونية
- مختبر لقسم الجغرافية التطبيقية

بالإضافة إلى مكتبة تحتوي مجموعة من الكتب والأطاريح والبحوث في مجالات مختلفة.
- كلية الصيدلة

الموقع الإلكتروني
الكلية قيد التطوير والتحديث وتم بحمد الله تخريج الدفعة الثالثة سنة 2008-2009
- كلية الهندسة

الموقع الإلكتروني
أسست عام 1989 وتضم 5 أقسام هي الهندسة المدنية، هندسة البيئة، الهندسة الميكانيكية، الهندسة الكيمياوية، الهندسة الكهربائية.
تدرس الكلية حاليا إمكانية فتح اختصاصات أخرى منها قسم هندسة الحاسبات
تعد كلية الهندسة بجامعة تكريت من الكليات العريقة والحافلة بتخريج العديد من الدورات التي أثْرت العراق العزيز بالمهندسين المميزين في مختلف الإختصاصات كونها احتضنت بين جنبيها منذ تأسيسها كوكبة من أفضل الأساتذة العراقيين. ترفد الكلية سنويا العراق بما لا يقل عن 400 مهندس من المهندسين المتميزين في مختلف الاختصاصات وهذا ما يساهم بشكل فعال في تطوير المنشآت الصناعية والمدنية الموجودة في المنطقة كون محافظة صلاح الدين تحتوي على واحد من أكبر مصافي النفط، وتحتوي كذلك على مصانع الأسمدة الكيمياوية ومعامل الزيوت النباتية ومحطات إنتاج الطاقة الكهربائية فضلاً عن دوائر الري ومشاريع الإسكان وغيرها من البُنى التحتية.
بالنسبة للدراسات العليا فإن كلية الهندسة تحدد سنويا 12 مقعد ماجستير في تخصص الهندسة المدنية و 10 مقاعد ماجستير في تخصص الهندسة الميكانيكية و 8 مقاعد ماجستير في تخصص الهندسة الكيمياوية.
رغم قلة عدد الطلبة المقبولين في الكلية من طلبة الدراسات الأولية وطلبة الدراسات العليا إلا أن الكلية اعتمدت التميز في أدائها والكفاية العلمية العالية.
- كلية العلوم

الموقع الإلكتروني
- كلية القانون

الموقع الإلكتروني
| استحدث قسم القانون في كلية الإدارة والاقتصاد بجامعة تكريت في العام الدراسي 2000 -2001 بموجب أمر وزاري بتاريخ 29 / 7 / 2000 كنواة لكلية القانون، وبعد فتح القسم واستقبال الوجبة الأولى لطلبته وجدت الجامعة نفسها تواجه طلباً مستمراً ومتزايداً من أبناء محافظة صلاح الدين تَمثل في وجود خطة قبول أكبر تفوق إمكانية القسم، فكان هذا إيذاناً بفتح كلية القانون ضمن خطة الجامعة للعام الدراسي 2001 - 2002. |

- كلية الاداب

الموقع الإلكتروني
2007 تم استحداث كلية الآداب بقسمي اللغة والتاريخ.
- في العام 2007/2008 تم استحداث قسم الترجمة والإعلام.
- في العام الدراسي 2008/2009 تم استحـــداث قســـم الجغرافية التطبيقية.
- في العام الدراســي 2008 /2009تم استحداث الدراســـات المسائية للأقسام اللغــة العربيــة، التأريخ، الترجمة، الإعــلام وبلغ عدد الطلبة (258) طالباً وطالبة للدراسة المسائية في ذلك العام، وتم استحداث الدراسة المسائية لقسم الجغرافية التطبيقية في العام الدراسي 2009/2010 واستقبل طلابه في العام نفسه.
- تضم الكلية خمسة أقسام علمية تمنح شهادة بكالوريوس آداب في الاختصاصات التالية (اللغة العربية، التاريخ الترجمة، الإعلام، الجغرافية التطبيقية) ويبلغ عدد الطلبة في الكلية (1625) طالباً وطالبة للدراستين الصباحية والمسائية وللعام الدراسي 2011/2012.
- وفي الكلية (128) تدريسي وتدريسية بمختلف الاختصاصات والألقاب العلمية.
- تمت ترقية (67) تدريسي وتدريسية وبمختلف الألقاب وكالاتي: (5) إلى مرتبة أستاذ (28) إلى مرتبة أستاذ مساعد (34) إلى مرتبة مدرس.
- تمتلك الكلية مختبرات علمية متطورة وحديثة مثل مختبر الحاسبات المركزي ومختبر قسم الإعلام ومختبر الصوت في قسم الترجمة ومختبر الخرائط والأنواء الجوية في قسم الجغرافية التطبيقية.
- تحتوي الكلية على مكتبة عامرة بالكتب وتضم أكثر من ثلاثة الآف مصدر ومرجع إضافة إلى الدوريات والمنشورات العلمية ولمختلف الاختصاصات.
- تم استحداث قسم الاجتماع في العام الدراسي 2011/2012 واستقبل طلبته في العام الدراسي 2012/2013 وللدراستين الصباحية والمسائية.
- تم فتح دراسات عليا (الماجستير) في 2011 / 2012 في اختصاص اللغة العربية وآدابها بفرعيه اللغة والأدب وقُبل (19) طالب وطالبة في العام الدراسي 2012/2013.
- عقدت الكلية ست مؤتمرات علمية شارك فيها العديد من الباحثين من شتى الجامعات العراقية وسيعقد المؤتمر العلمي السابع للكلية في العام الدراسي 2012/2013 إن شاء الله.
- عقدت الكلية أكثر من (95) ندوة وللأقسام الكلية كافة.
- صدرت مجلة آداب الفراهيدي بعد موافقة الوزارة على استحداثها في العام 2008/2009 بكتاب الوزارة 12س /1300 في 4/5/2009 وبالأمر الجامعي ذي العدد 7/32/5896 في 12/5/2009 وبترقيم دولي (ISSN) (9554- 2074) وهي مجلة فصلية محكمة صدر منها أحد عشر عددا لحد الآن شارك فيها أساتذة الجامعات العراقية ببحوثهم ودراستهم القيمة منها أربعة أعداد خاصة ببحوث مؤتمرات الكلية وتم نشر (60) بحثا منها (58) من خارج الكلية وبحثين من العراق.
- خرجت الكلية ثلاث دفعات للدراسة الصباحية وبواقع (307) طالبا وطالبة للأعوام الثلاثة الأخيرة ودفعة واحد للدراسة المسائية للعام الدراسي 2011/2012 وبواقع (100) طالبا وطالبة وللأقسام التاريخ والترجمة والإعلام.
- أقامت الكلية أكثر من عشر دورات تدريبية لخدمة المجتمع في البروتوكول والإتكيت ونظم المعلومات الجغرافية وسلامة اللغة العربية في المخاطبات الرسمية.
- كلية الزراعة

الموقع الإلكتروني
أسست الكلية في عام 1993 وتضم الكلية حاليا أقسام
1. علوم الأغذية والتقانات الإحيائية
2. علوم الثروة الحيوانية.
3. المحاصيل الحقلية.
4. وقاية النبات
5. البستنة وهندسة الحدائق.
6. التربة والمياه.
7. الاقتصاد والإرشاد الزراعي.

كما تضم الكلية معمل البان حديث، ومعمل لإنتاج الفطر، وبيوت بلاستيكية وحقول دواجن وحضائر أبقار
- كلية التربية

الموقع الإلكتروني
من أهم الكليات في الجامعة
- كلية التربية الرياضية

الموقع الإلكتروني
وهي كلية أسست في عام 2007 وفيها من الكادر 5 أستاذ و 3 أستاذ مساعد و 5 مدرس و 8 مدرس مساعد وفيهم من الأساتذة الذين لهم باع طويل في تاريخ الرياضة العراقية ومنهم الدكتور عبد الودود أحمد خطاب والدكتور نزهان حسين العاصي والدكتور حمودي عصام.
- كلية التربية - بنات

الموقع الإلكتروني
- كلية الإدارة والاقتصاد

أسست كلية الإدارة والاقتصاد عام 2000 وكان نواتها قسم الاقتصاد وقسم إدارة الأعمال، ثم تلا ذلك إنشاء قسم المحاسبة، وأحدث أقسامها حالياً هو قسم العلوم المالية والمصرفية والذي انبثق من قسم الاقتصاد -فرع العلوم المالية والمصرفية.
إضافة إلى ذلك فقد استحدثت كلية الإدارة والاقتصاد الدراسات المسائية ضمن برنامجها وذلك بافتتاح قسم الاقتصاد وقسم إدارة الأعمال المسائيان العام الدراسي 2004-2005.
و في العام الدراسي 2005-2006 افتتحت الكلية الدراسات العليا لقسم الاقتصاد (ماجستير)، ولقسمي المحاسبة وإدارة الأعمال عام 2008-2009 (ماجستير أيضاً).
تُعِد كلية الإدارة الإدارة والاقتصاد وتشارك أيضاً في العديد من الندوات والمؤتمرات العلمية على مستوى الجامعة والمحافظة بل على صعيد القطر أيضاً، كما وتقدم الاستشارات الاقتصادية والاستثمارية لجامعة تكريت ومحافظة صلاح الدين من خلال مكتبها الاستشاري.
الموقع الإلكتروني
- كلية الشريعة

الموقع الإلكتروني
- كلية التربية الرياضية

الموقع الإلكتروني
وهي كلية أسست في عام 2007 وتضم في هيئتها التدريسية 5 أستاذ و 3 أستاذ مساعد و 5 مدرس و 8 مدرس مساعد وفيهم من الأساتذة
الذين لهم باع طويل في تاريخ الرياضة العراقية ومنهم الدكتور عبد الودود أحمد خطاب والدكتور نزهان حسين العاصي
والدكتور حمودي عصام والذين تبوأ مراكز ومناصب عدة في إدارة الجامعة

## موقع الجامعة الإلكتروني
الموقع الإلكتروني